# Materie (Philosophie)
Der Ausdruck Materie wird in unterschiedlichen Epochen, Schulen, Disziplinen und Diskussionszusammenhängen der Philosophie als Fachterminus gebraucht. In der Naturphilosophie bezieht sich Materie dabei zumeist auf materielle Entitäten in Abgrenzung zu immateriellen Entitäten wie Energie bzw. Feldern. In der Metaphysikgeschichte wurde oftmals für die Beschreibung von Einzelobjekten unterschieden zwischen einem materiellen, haptisch fasslichen Substrat sowie einer geometrischen Formung und durch unser Erkennen fasslichen Wesensgestalt. Begriffsgeschichtlich und ideengeschichtlich wichtig ist besonders die aristotelische These, dass Einzelobjekte (sog. primäre Substanzen) je aus Form und Materie bestehen (sog. Hylemorphismus).
Eine weitere philosophiegeschichtlich in unterschiedlichsten Kontexten – u. a. der Metaphysik, der Philosophie des Geistes und der Ethik – wichtige Entgegensetzung betrifft die Unterscheidung von Materiellem einerseits und Geistigem, Seelischem, Lebendigem andererseits. U.a. bei Descartes wird dabei „Materie“ als Bezeichnung des Objektbereichs räumlich ausgedehnter Gegenstände gebraucht (res extensa) und angenommen, dass daneben noch ein weiterer Objektbereich existiert, der Bereich des Geistigen bzw. Mentalen (res cogitans), womit ein Dualismus bezüglich materieller und mentaler Objekte vertreten wird. Solchen Thesen stehen – neben Zwischenpositionen wie Emergenzthesen – Varianten gegenüber, welche nur einen derartigen Objektbereich akzeptieren (Monismus bezüglich des Materiellen bzw. Mentalen), und zwar entweder nur materielle Objekte als existent betrachten (Materialismus) oder aber nur Geistiges als existent betrachten (ontologischer Idealismus). Bezugnahmen auf die jeweils andere Objektklasse werden in monistischen Theorien dann entweder als falsch oder als nicht auf fundamentale Objekte referierend erklärt. Ebenfalls philosophisch kontrovers war und ist im Falle eines Dualismus bezüglich Materiellem und Mentalem, ob und welcherart eine Interaktion zwischen beiderart Objekten besteht. (Vgl. dazu ausführlicher Dualistische Antworten auf das Leib-Seele-Problem.) Sofern eine Entgegensetzung von Materiellem und Geistigem auch für praktisch-philosophische Kontexte herangezogen wurde, sprach man der Orientierung am Geistigen zumeist einen höheren Rang zu: Der Weg guten Lebens führe fort vom Materiellen hin zum Immateriell-Geistigen.
Im Zuge der Entwicklung der modernen Physik nahmen in weiten Teilen der Naturphilosophie Begriffsprägungen und Systemversuche auf die Entwicklung physikalischer Begriffs- und Theoriebildungen Bezug. Die jüngere systematische Naturphilosophie, insbesondere in der Tradition der analytischen Philosophie, umfasst entsprechend weithin Forschungsfragen der Philosophie der Physik, was auch philosophische Interpretationen physikalischer Aussagen über die Struktur der materiellen Wirklichkeit einschließt, ebenso wie die Interpretation theoretischer Begriffe physikalischer Theorien wie „Masse“ oder „Materie“ selbst.

## Zum Begriff der Materie
Das deutsche Wort „Materie“ hat seinen Ursprung im lateinischen Wort „materia“ und bedeutete ursprünglich „Holz, Nutzholz“. Das Wort Materie ist etymologisch aus den lateinischen Ausdrücken „mater“ (= Mutter) und „matrix“ (= Gebärmutter) entstanden und hatte mittelhochdeutsch die Form „materje“, „materge“. Im übertragenen Sinn bedeutet Materie den Gegenstand, das Thema, den Stoff eines Arbeitsgebietes. Der ursprüngliche Sinn als „Stoff, aus dem etwas gefertigt wird“, hat sich im deutschen Ausdruck Material erhalten.
Mit materia übersetzt Cicero den griechischen Begriff Hyle in den Texten von Aristoteles. Auch hyle hatte ursprünglich die Bedeutung Holz, Gehölz oder Bauholz. Aristoteles hatte den Begriff erstmals in einem philosophischen Zusammenhang benutzt und ihm eine neue Bedeutung verliehen. Er bildete das Begriffspaar ‚Form‘ und ‚Materie‘, wobei Materie der allem zugrunde liegende Grundstoff ist, der ohne jede Eigenschaften besteht. Materie ist also „das, woraus etwas entsteht“ (to ex hou). Der Begriff „Form“ bezeichnet die innere und äußere Gestalt und funktionale Struktur eines Gegenstandes, während Materie den inhaltlichen Aspekt des Gegenstandes anspricht. Aristoteles ersetzte damit den Begriff Chora bei Platon, dessen Bedeutung eher unscharf war.
Zusätzlich hat Aristoteles, dessen Schriften eine wesentliche Quelle für die Positionen seiner Vorgänger sind, den Begriff der hyle auch für die Konzepte der früheren Philosophen verwendet, obwohl er bei diesen nicht vorkommt. Es ist daher nicht klar, inwieweit er damit deren Positionen angemessen charakterisiert hat.
Im üblichen Sprachgebrauch der Philosophie und auch der Physik dient der Begriff der Materie dazu, ohne Bezug auf etwas Konkretes, alles Stoffliche zu bezeichnen, aus dem etwas besteht oder entstehen kann. Materie beinhaltet auch die Vorstellung der technischen Gestaltbarkeit und der naturwissenschaftlichen Untersuchbarkeit. Es handelt sich damit um einen Gegenbegriff zu Nichtstofflichem wie Geist, Ideen, Information, Kraft oder Strahlung. Als Reflexionsbegriff im Rahmen von Untersuchungen zur Wirklichkeit steht der Begriff der Materie neben Begriffen wie Raum, Zeit, Vakuum, Bewegung, Leben oder Energie. Stoffe oder Substanzen haben im Gegensatz zur Materie bestimmte (Aggregat-)Zustände, sind also durch nähere Eigenschaften bestimmbar.
Für die Physik ist der Begriff der Materie kein wissenschaftlicher Fachbegriff, für den es eine theoretische Definition gibt. Er taucht in keiner mathematischen Formel der Physik auf. Stattdessen gibt es seit Newton den Begriff der Masse, die dieser als „quantitas materiae“, als die Quantität der Materie, bezeichnete. Diese ist eine bestimmte Eigenschaft der Materie und als solche eine physikalische Grundgröße. Im Sinne dieser Festlegung, kann man alle Entitäten, die eine Masse haben, als Materie bezeichnen; der Sprachgebrauch ist aber nicht fixiert. Louis de Broglie sprach etwa von „Licht und Materie“ (1949), Hermann Weyl und Friedrich Hund von „Feld und Materie“. Eine weitverbreitete Wortkombination ist auch die von „Materie und Energie“.

## Entwicklung des Materiebegriffs in der Geschichte

### Materie als Urstoff in der frühen griechischen Naturphilosophie
Die Menschen haben Materialien und Stoffe schon lange gemessen und gewogen, bevor sich die Weltbilder vom mythischen Denken in eine schrittweise immer differenzierter werdende und tiefer gehende rationale Welterklärung wandelte. In Europa finden sich die ersten Dokumente dieses Wandels in der ionischen Naturphilosophie der Vorsokratiker. Diese entwickelten über mehrere Generationen hinweg spekulative Theorien darüber, was die grundlegenden Strukturen der Welt ausmacht. Sie versuchten ähnlich wie in vielen anderen Kulturen in jener Zeit einen Urstoff (Arché) zu finden. Als erster in dieser Reihe wird Thales von Milet (um 624 – um 547) genannt, der das Wasser als Grundstoff des Universums betrachtete. Nach Aristoteles, der zu Thales als Hauptquelle dient, nahm dieser sogar an, dass die Erde auf Wasser schwimmt. Der Einfluss des jedoch noch vorhandenen mythischen Denkens zeigt sich darin, dass Thales zur Begründung seiner These auf den griechischen Gott des Meeres, Okeanos, und auf dessen Tochter Styx bzw. den nach ihr benannten Grenzfluss zum Totenreich verwies. Ähnlich lehrte Hippon, dass das Feuchte als solches der Grundstoff sei, weil alles Leben Wasser benötige. Für Anaximenes (ca. 585 – ca. 525) hingegen entsteht alles aus der Luft, durch Verdichtung Wasser und Gestein, durch Verdünnung Feuer. Sie ist das Göttliche und das Pneuma als Grundlage des belebenden Atems und der Seele. Bei Anaximenes taucht erstmals die Idee auf, dass sich Materie von einem in einen anderen Stoff umwandeln kann.
Ganz andere, abstrakte und vorrangig nicht physikalisch-chemische Ansätze finden sich in der Folge bei Anaximander (610 – nach 547), Heraklit (um 520 – um 460) und Parmenides (um 520/515 – um 460/455), die nach einem universalen Weltprinzip suchten. Bei Anaximander ist die Grundlage der Weltordnung das Apeiron, das räumlich und zeitlich unbegrenzt und unermesslich ist und aus dem alles Stoffliche, die Erde, Raum und Zeit, entsteht und in das auch alles Stoffliche wieder vergeht. Es gibt eine unbegrenzte Anzahl von Stoffen, die ihrerseits aus gleichartigen unendlich teilbaren Stoffteilchen bestehen. Durch eine geistige Urkraft, den Nous, werden die Urteilchen so durcheinandergewirbelt, dass je nach Geschwindigkeit die einzelnen Dinge entstehen. Mit diesem atomistisch anmutenden Ansatz führt er ein Denken über die Welt als Prozess ein, in dem sich Gegensätze wechselseitig beeinflussen und damit auf die Weltordnung als Ganzes wirken. Dieser Gedanke findet sich noch ausgeprägter bei Heraklit, für den das Werden und Vergehen das Grundprinzip der Weltordnung ist. Im Rahmen seiner Kosmologie ist das Weltfeuer der Stoff, aus dem alles entsteht. Die Erde selbst ist erst später nach diesem Weltfeuer entstanden. Die Ordnung und Harmonie in der Welt entsteht aus Gegensätzen und Veränderungen; „Krieg ist Vater aller Dinge“. Das dahinter liegende Prinzip nannte Heraklit den Logos als allgemeines Weltgesetz. Im Begriff des Feuers bei Heraklit wird häufig eine Ähnlichkeit mit dem modernen Energiebegriff gesehen. Auch dem Mathematiker Hippasos wird zugeschrieben, das Feuer als Urstoff betrachtet zu haben.
Für Parmenides hingegen ist die Veränderung Schein, der auf einer Täuschung der Wahrnehmung beruht. Das hinter allem stehende Prinzip ist das unveränderliche Sein. Ein Nichts gibt es nicht, weil man nur Seiendes denken kann, und deshalb ist auch ein Vakuum undenkbar. Der Raum ist überall vom Sein erfüllt. Erst in der Welt der Erscheinungen unterschied Parmenides zwei Urstoffe, das helle lichte, wirkende Feuer einerseits und die dunkle, schwere, leidende Materie andererseits. Beides wird durch einen ersten Beweger, den Liebesgott Eros in Vermischung gebracht. Melissos verteidigte die Position des Parmenides, dass Bewegung nicht sein könne, mit dem Argument, dass es keinen Raum gäbe, wohin sich Seiendes bewegen könne, weil es keinen leeren Raum gäbe. „Und es [das Seiende] kann sich deswegen auch nicht bewegen. Denn es kann nirgendshin ausweichen, sondern ist voll. Denn wär' es leer, so wich' es ins Leere aus. Da es nun kein Leeres gibt, so hat es keinen Raum zum Ausweichen.“
In einer Vermittlung zwischen Heraklit und Parmenides entwickelte Anaxagoras (499-428) eine Lehre aus vier Grundprinzipien, wonach am Anfang alles miteinander vermischt war, dass es in allem einen Anteil von allem gibt, dass es keinen kleinsten Teil von irgendetwas gibt und dass nichts aus etwas entsteht, was nicht ist.

### Atomismus
Leukipp (5. Jh.) und sein Schüler Demokrit (ca. 460 – nach 400) gelten als Begründer des Atomismus. Wie Parmenides nahmen sie an, dass das Sein als solches unveränderlich ist. Im Gegensatz zu ihm nahmen sie aber an, dass es einen leeren Raum gibt, in dem sich Atome als kleinste Teilchen frei bewegen können. Nur so sei die Vielfalt und der Wandel der Erscheinungen zu erklären. Damit war zugleich auch Parmenides‘ ontologische These der Einheit des Seins aufgegeben. Andererseits ergab sich aus der Annahme, dass Bewegung mit einer Verschiebung der Atome zueinander verbunden ist, die Annahme, dass die Atome selbst unveränderlich sind. Die Annahme, dass aus Nichts kein Etwas entstehen kann, behielten die Atomisten bei. Deshalb waren die Atome für sie unentstanden, unteilbar (atomos), unveränderlich und unvergänglich. Die Atome sind alle fest und massiv, haben aber unterschiedliche Formen. Sie können rund und glatt, aber auch eckig und krumm sein. Zudem unterscheiden sie sich durch die Größe und die Anordnung. Die wahrnehmbaren Erscheinungen entstehen dadurch, dass sich die Atome in unterschiedlichen Kombinationen verbinden, so dass hieraus Wasser, Feuer, Erde, Pflanzen oder Menschen entstehen. Die wahrnehmbaren Qualitäten der Dinge wie Größe, Härte, Farbe, aber auch Geschmack und Töne sind Erscheinungsweisen der Atome, die selbst unsichtbar bleiben.
Mit ihrer Theorie haben die Atomisten ein grundsätzliches Problem gelöst. Sie konnten die These der Unmöglichkeit des Entstehens und Vergehens mit der Erfahrung der Veränderungen vereinbaren. Die Veränderungen und Bewegungen werden durch Druck und Stoß verursacht. Damit entspricht das demokritische Atommodell einem rein mechanistischen Weltbild. Entsprechend fasste Demokrit auch die Seele als aus Atomen zusammengesetzt auf.
Der Atomismus geriet nach Demokrit in den Hintergrund, weil sich die Vier-Elemente-Lehre des Empedokles (s. u.) in der Folge weitgehend durchsetzte. Lediglich Epikur (341-271) nahm die Lehre von den kleinsten Teilchen wieder auf und verfeinerte sie um Aspekte, die auch in der späteren Lehre von der Materie von Bedeutung wurden. So verwies er zur Erklärung der Bewegung auf die Schwere der Teilchen hin, die aufgrund dessen von Natur aus stets senkrecht nach unten fallen. Die Formen und Kombinationen der Teilchen waren bei ihm nicht mehr unendlich. Darüber hinaus vertrat Epikur die These, dass im unendlichen Raum auch eine unendliche Zahl von Welten existiert. Den Raum fasste er nicht mehr nur als Ort der Verbindung zwischen den Teilchen auf, sondern betrachtete ihn als eine Art Behälter. Zudem entwickelte er eine Theorie der Verbindung von Atomen zu einer Art Molekülen. Zur Verbreitung epikureischer Gedanken im römischen Reich trug wesentlich Lukrez (um 95 – um 55) bei, der auch die Atomlehre in seinem Lehrgedicht De rerum natura darstellte.

### Die Vier-Elemente-Lehre

Symbole der vier Elemente

Einige wichtige chemische Elemente wie Blei, Gold, Kuper oder Zinn waren in der Antike bereits wohlbekannt. Allerdings wurden sie noch nicht als Elemente im modernen Sinn betrachtet, sondern als besondere Stoffe. Sie konnten damit nicht zur Erklärung der Grundprinzipien der Weltordnung herangezogen werden. Das Materieverständnis vom 5. Jahrhundert v. Chr. bis in das späte Mittelalter prägte vielmehr die Lehre von den vier Elementen des Empedokles (ca. 495 – 435), der das Prinzip eines einheitlichen Urstoffs aufgab. Mit Erde, Wasser, Luft und Feuer als Grundelementen, als den Wurzeln alles Seienden, nahm er die Vorschläge seiner Vorgänger auf und integrierte sie in einer vermittelnden Synthese. Mit Parmenides nahm auch Empedokles an, dass es kein Vakuum gibt und das All (Sphairos), das er sich kugelförmig dachte, vollständig mit seinen vier Urstoffen gefüllt ist. Konsequent betrachtete er auch die Luft als etwas Körperliches. Ebenso kann für ihn das Seiende nicht vergehen, denn sonst wäre das All nicht allumfassend. Antrieb für die Bewegung sind bei ihm die Kräfte Liebe (Anziehung) und Streit (Abstoßung). Diese auch als Wirkursachen zu denkenden Kräfte stehen in einen ständigen Kreislaufprozess, der sich von einem Pol, der Harmonie, in Übergangsphasen der Durchmischung, hin zum anderen Pol der vollständigen Trennung und wieder durch eine Übergangsphase zurück bewegen.
Die in der Folge über Jahrhunderte währende Vorherrschaft der Vier-Elemente-Lehre, die auch Platon und Aristoteles – jeweils mit ihren Modifikationen – übernahmen, beruht unter anderem darauf, dass das Konzept die beobachtbaren Aggregatzustände der Materie von fest über flüssig bis gasförmig umfasst und dies mit der Energie des Feuers verbindet.

### Materie und Ideen bei Platon
Auch bei Platon finden sich verschiedene Anknüpfungspunkte an seine Vorgänger, wobei eine neue Qualität durch die Verbindung mit seiner Ideenlehre entsteht. Indem er die Welt der Ideen, die aus seiner Sicht die eigentliche Wirklichkeit ausmachen, der Welt der wahrgenommenen Sinnendinge als Erscheinungen, als „Schatten der Ideen“, gegenüber stellte, entsteht ein Dualismus zwischen Geist und Materie, der zudem dem Geistigen einen Vorrang einräumt. Damit war Platon der erste, der eine Trennung von körperlichen Dingen einerseits und den damit verbundenen Strukturen und Prinzipien andererseits in sein philosophisches Konzept aufnahm.
Wesentliche Quelle für Platons Lehre über die Materie ist der Spätdialog Timaios. Dort wird das Thema der Materie unter drei Aspekten angesprochen. Zum einen ist dies das Prinzip der Andersheit oder Differenz (thateron) bei der Erschaffung der Weltseele (Tim. 35A). Zum zweiten ist dies die Elementenlehre in Verbindung mit dem Begriff der Chora, und schließlich die Verknüpfung dieser Elementenlehre mit einer atomistischen Theorie über aus Dreiecken bestehende kleinste Teilchen, die in das Konzept der platonischen Körper führt (Tim. 47e – 69a).
Die Ausführungen Platons sind eingebunden in eine Kosmogonie, in der ein Demiurg, ein Schöpfergott, als Schöpfer der Welt auftritt. Dabei betont Platon, dass dieser Schöpfer eine Spekulation ist. „Den Schöpfer und Vater dieses Alls ausfindig zu machen ist eine schwierige Aufgabe, und ihn allen darzustellen, wenn man ihn gefunden hat, ist unmöglich.“ (Tim. 28c) Der Demiurg hat die Materie nicht geschaffen, sondern in einem Zustand chaotischer Bewegung im dunklen, unfassbaren, nichtleeren Raum, der Chora, vorgefunden. Aus diesem ursprünglichen Chaos hat der Demiurg die Ordnung der Welt geschaffen, indem er einen Weltkörper, die sichtbare Welt, mit den vier Elementen Feuer, Erde, Luft und Wasser erzeugte. Im Gegensatz zu den Vorsokratikern, sind also diese Elemente nicht der Urstoff, sondern mit Qualitäten ausgestattete körperliche Ausprägungen des Urstoffs, der für Materie, Raum und Energie zugleich steht. Die Chora bezeichnete Platon als „Amme des Werdens“ (Tim. 49a), die gestaltlos und nicht wahrnehmbar ist, aber alles umfassend als dritte Gattung (triton genos) das Sein sowie das Werden und Vergehen der körperlichen Welt vermittelt (Tim. 50a-52d). Die Elemente bestehen aus kleinsten Teilchen, die eine geometrische Form, die des Dreiecks, haben. Formen und Zahlen sind die Gestaltprinzipien der Elemente. Die Annahme kleinster Teilchen erinnert an die Atomisten, deren wohlgeordnete mathematische Form an die Pythagoreer. Aus gleichseitigen Dreiecken entsteht ein Tetraeder als Grundbaustein des Feuers, ein Oktaeder als Baustein der Luft sowie ein Ikosaeder als Baustein des Wassers. Der Erde als der stabilsten Struktur der Elemente entspricht der Würfel als regelmäßiger Hexaeder, der aus einem gleichschenkligen rechtwinkligen Dreieck konstruierbar ist. Der alles umfassenden Raum hat schließlich in dieser geometrischen Weltbeschreibung die Form eines Dodekaeders, der aus zwölf regelmäßigen Fünfecken aufgebaut ist.
Die Erklärung von Bewegung erfolgt bei Platon über die Weltseele, die ebenfalls vom Demiurgen geschaffen wurde. Die Weltseele enthält in sich als Mischung die Prinzipien der Teilbarkeit und Unteilbarkeit von Sein, Identischem und Verschiedenen und vermittelt zwischen den geistigen Ideen und der Körperwelt. Die bewirkt die Veränderung der Elemente, die man als Kreislauf denken kann. Erde als stabilste Einheit, die eine eigene Dreiecksform als Grundlage hat, wird nicht in die anderen Elemente umgewandelt. Aber bei den anderen Elementen kann durch eine Verdichtung oder Auflösung der Verbindungen eine stoffliche Veränderung erfolgen. Wasser verfestigt sich zu Erde und Stein oder es löst sich auf in Luft. Als Feuer, das die anderen Elemente einschließlich der Erde zerteilt, steigt die Luft empor und wird so zu Wolken, Nebel und wieder Wasser. Stoffe sind aus den Elementen abgeleitet. So ist Gold eine Form des Wassers, denn es kann durch Feuer verflüssigt werden. Dabei unterstellt Timaios abgeleitet aus den geometrischen Symmetrien bestimmte Proportionen zwischen den Elementen: 1-mal Wasser entspricht 2-mal Luft plus 1-mal Feuer oder 5-mal Feuer. Entsprechend ist 1-mal Luft gleich 2-mal Feuer. In den Zahlenverhältnissen drückt sich die Harmonie der Elemente zueinander aus. Die Überlegungen Platons zu den Geometrischen Formen werden von seinen Nachfolgern nicht wieder aufgenommen. Dass seine Gedanken als theoretische Konzepte durchaus naturwissenschaftliches Interesse haben, zeigt sich erst in modernen Disziplinen wie der Kristallographie (siehe etwa Chromalaun) oder der Stereochemie. In einigen Computerspielen werden für die Graphik sehr kleine Dreiecke als Grundformen verwendet. Auch in der Teilchenphysik spricht man von Symmetrien, auch wenn die Modelle dort erheblich komplexer sind.

### Materie und Form bei Aristoteles
Aristoteles näherte sich dem Thema der Materie anders als seine Vorgänger nicht als Kosmologe, sondern vor allem als empirischer Naturforscher. In seiner Physik stellte er die Frage, in welchem Verhältnis die Natur als der Bereich des Veränderlichen und die Wissenschaft als die Suche nach unveränderlichen Prinzipien zueinander stehen. In der Analyse der Theorien seiner Vorgänger (Phys. I, 5–9) kam Aristoteles zu den Thesen: „Es muss immer etwas als das, was da wird, zugrunde liegen“ (Phys. I, 7, 190a) und „dass jedes Werdende immer ein zusammengesetztes ist“ (Phys. I, 7 190b). Hieraus schloss er: „Wenn es Ursachen und Anfangsgründe des von Natur aus Vorhandenen gibt, […] dann entsteht alles aus dem Zugrundeliegenden (Hypokeimenon) und der Form (eidos oder morphḗ)“ (Phys. I, 7, 190b). Das aller Veränderung zugrunde liegende ist die Materie (Gen.corr. I, 4, 320a). Hyle ist die causa materialis aller existierenden Gegenstände. Als Träger der Veränderung sind weder Materie noch Form entstanden, haben also keinen Anfang. „Denn bei jeder Veränderung ändert sich etwas und durch etwas und in etwas. Dasjenige, wodurch es sich verändert, ist das erste Bewegende; das, was sich verändert, ist der Stoff; das, worin es sich verändert, ist die Form“ (Met. XII, 3a, 1070a). In der Veränderung wird die Materie einer Form beraubt (steresis, Privation) und erhält eine neue Bestimmtheit. Beispielsweise kann eine Bronzekugel in eine Statue umgewandelt werden. Bronze als Materie verliert die Form einer Kugel und erhält eine neue Form. Die Form als solche unterliegt hingegen nicht dem Werden und Vergehen (Met. VIII, 3, 1043b).
Der Begriff der Materie erhält bei Aristoteles nicht nur einen neuen Inhalt, sondern auch eine neue Funktion. Materie wird bei ihm ein analytischer Begriff, um Prinzipien der Natur zu beschreiben. Jeder wahrnehmbare Gegenstand, jede Substanz, besteht aus Materie und hat eine Form (Hylemorphismus). Materie als so gefasster abstrakter Ausdruck ist ein Relationsbegriff. Materie ist unselbständig und ist stets Materie von etwas. Sie ist der Möglichkeitsraum, die Disposition, aus dem ein Gegenstand entsteht, indem er eine bestimmte Form annimmt. Materie, die wirklich geworden ist, hat auch immer eine Form. Materie hat das passive Vermögen, etwas Verschiedenes zu werden (Met. VII, 7, 1032a). Hier findet sich die Verknüpfung zu der Lehre von Akt und Potenz; denn die passive, unselbständige Materie ohne Wesenseigenschaften bedarf der aktiven Form, durch die ein Gegenstand erst seine wesentlichen Eigenschaften erhält. Materie ist die Grundlage, damit eine Form ein konkretes Individuum wird (Individuation).
Aus dem relationalen Charakter der Materie ergibt sich bei Aristoteles eine hierarchische Struktur der Materie. Die unterste Ebene bildet die „erste Materie“ (Materia prima, Hylê protê). Diese ist nicht mehr auf etwas anderes rückführbar, nicht wahrnehmbar und ungetrennt (Met. IX, 7, 1049a; Gen.corr. II 5, 332a). Die erste Materie ist die Grundlage der vier Elemente, aus denen alles stoffliche, alle Substanzen, die Materia secunda, zusammengesetzt ist. Substanzen entstehen und vergehen, weil ihnen Materie zugrunde liegt. In dem hierarchischen Verständnis von Materie liegt auch die unterschiedliche Perspektive auf die Selbständigkeit eines Gegenstandes. So kann ein Erzklumpen als eigenständiger Gegenstand betrachtet werden. Er verliert aber die Selbständigkeit, wenn er die Funktion der Materie von einer Statue innehat (Phys. IV 2, 209b). Die Teilbarkeit der Materie ist notwendig, damit es überhaupt Einzeldinge gibt (Gen.corr. II 4, 320a).
Aristoteles wendete den Materiebegriff nicht nur auf stoffliche Gegenstände an, sondern auch auf abstrakte Entitäten, so etwa mathematische Größen. Materie ist die Bedingung der Möglichkeit, dass man Einheit und Vielheit unterscheiden kann; „was der Zahl nach Vieles ist, hat Materie“ (Met XII 8, 1074a). Auch in Hinblick auf die Definitionslogik findet sich der Materiebegriff. Ein zu definierender Begriff (Definiendum) setzt sich aus Gattung und spezifischer Differenz zusammen. Hierbei entsprechen die Gattung der Materie und die spezifische Differenz der Form des Definiens (Met. X, 8, 1058a). Im übertragenen Sinn ist der Körper die Materie der Seele (De an. II, 1, 412a). Formen sind nicht an bestimmte Stoffe gebunden. „Denn die Natur der Form ist entscheidender als die des Stoffes“ (De Part. I 1, 640b). So kann ein Sessel aus verschiedenen Materialien bestehen. Materie ist damit notwendig, aber nicht hinreichend dafür, dass ein bestimmter Gegenstand entsteht (Met. VIII 4a und b, 1044a-b). Dies liegt daran, dass für den konkreten Gegenstand nicht die Elemente, sondern der bereits vermischte bestimmte Stoff maßgeblich ist. Ein bestimmter Stoff kann in Hinblick auf einen bestimmten Zweck ungeeignet und unvollkommen sein (Phys. II 8, 199a).

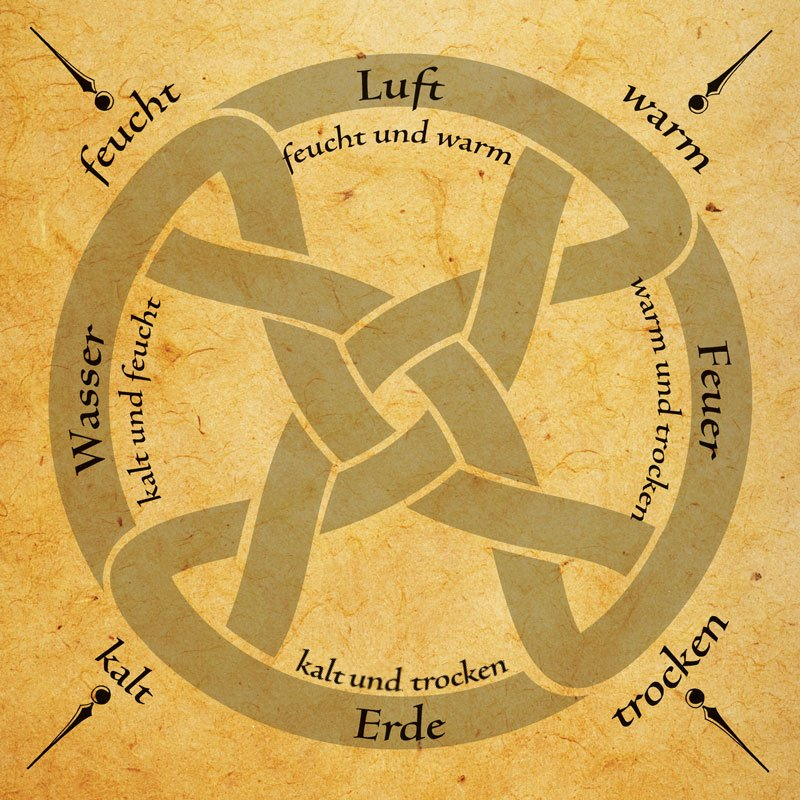
Die 4 Elemente und ihrer Eigenschaften

In der konkreten Ausgestaltung des Materiebegriffs erweiterte Aristoteles die Vier-Elemente-Lehre des Empedokles, indem er diese mit den grundlegenden Qualitäten warm und kalt sowie feucht und trocken verknüpfte. So hat die Erde die Kombination kalt und trocken, das Wasser kalt und feucht, die Luft feucht und warm und schließlich das Feuer warm und trocken (Gen.corr. II 3, 330a). Die vier Elemente sind konzentrisch in Sphären entsprechend ihrem Gewicht angeordnet, also von unten nach oben Erd-, Wasser-, Luft- und Leuchtsphäre, die ihrerseits von der Himmelssphäre (Äther) umschlossen werden, die selbst nichts über sich hat (Phys. IV 5, 212b). Der Äther wird auch als fünftes Element angesehen (Quintessenz). Weil die natürlichen Körper in diesen Sphären nach einer Position streben, die ihrem Gewicht entspricht, erklärt sich hieraus die Dynamik der physischen Bewegungen. Die Theorie des leeren Raumes der Atomisten lehnte Aristoteles wie schon Platon ab, u. a. weil es im leeren Raum keinen Widerstand gibt, durch den Bewegung übertragen werden kann (Phys. IV 7, 214a-8, 215a). Seine Auffassung, dass Kraft als Ursache für die Erhaltung der Geschwindigkeit wirkt, wurde erst zu Beginn der Neuzeit durch Galilei korrigiert. Ebenso der Irrtum, dass schwere Körper schneller fallen als leichte. Von den Elementen unterschied Aristoteles die gleichteiligen Stoffe wie etwa Gold, dessen Stoff unverändert bleibt, wenn man es teilt. Diese Stoffe bestehen aus einer Mischung der Elemente, durch die eine neue Form entstanden ist. Als weitere Stufe der Durchmischung gibt es ungleichteilige Stoffe, die für sich jeweils eine gesonderte Funktion haben wie etwa das Blatt einer Pflanze. Lebewesen sind aus gleichteiligen und ungleichteiligen Stoffen zusammengesetzt. Dabei ist die Seele eine neu hinzugekommene Form (De an. II 1, 412a-412b).
Der von Aristoteles entwickelte Materiebegriff hat den Vorteil, dass er weitgehend unabhängig von einer bestimmten physikalischen Theorie der Materie ist. In Hinblick auf die Erklärung von Bewegung und Veränderung kritisierte Aristoteles seine Vorläufer, dass sie hierfür kein akzeptables Konzept entwickelt hätten (Met. XII 6a, 1071b – 10b, 1076a). Dies gilt auch für die kreislaufförmige Selbstbewegung der Materie im Timaios. Denkt man die Abfolge der Bewegungen in Hinsicht ihrer Ursachen schrittweise konsequent weiter, verliert man sich in einer unendlichen Kette (vgl. Infiniter Regress und Unendlicher Progress). Aristoteles setzt dagegen einen unbewegten Beweger (Phys. VII 1, 242a-242b), der ohne Größe, ohne Teile, unzerlegbar und unfühlbar ist (Met. XII 7, 1073a). Dieser hat selbst ein göttliches Wesen und bedarf deshalb als alleinige Ausnahme keiner Materie.

### Materie und Pneuma in der Stoa
Die Stoa verwendete den Begriff der Materie nicht primär als Prinzip für Einzelobjekte, sondern als eines von zwei Prinzipien für die Weltganzheit. Sie stellten sich den Kosmos als einen beseelten Organismus vor, in dem der Prozess des Werdens und Vergehens aus dem Zusammenwirken der überall vorhandenen Prinzipien des aktiv Bewirkenden, des Logos, der Weltseele, und des passiv Erleidenden, der Materie, bestimmt ist. Anders als bei Aristoteles steht nicht mehr die analytische Funktion des Begriffs im Vordergrund, sondern Materie wird wieder als Grundstoff betrachtet. Sie ist zwar körperlich, aber qualitativ unbestimmt, wenn sie auch die Möglichkeiten der Qualitäten in sich birgt. Der Logos tritt in der Stoa an die Stelle der Form bei Aristoteles, ist aber nicht statisch, sondern dynamisch wirkend. Als zweckvolle Weltseele schafft er die Ordnung im Kosmos und ist im Menschen als Vernunft verwirklicht. Er wirkt auf die passive Materie durch die Physis, das künstlerische Feuer, das durch den Logos zum materiellen πνεῦμα, „Pneuma“ (Hauch, Luft, Atem) wird. Das Pneuma wird stofflich vorgestellt und ist eine Mischung der aktiven Elemente Feuer und Luft, die zu einer Selbstbewegung fähig sind. Die passiven Elemente Erde und Wasser verändern sich nur durch das Wirken des Pneumas.
Aus dem Feuer als dem aktivsten und ersten Element, in dem der Logos wirkt, entstehen die anderen Elemente durch Verdichtung. Das Feuer enthält in sich Keime der Vielfalt, die „logoi spermatikoi“, die in diesem Prozess die anderen Elemente durchdringen und bei der Entstehung des Wassers auch das Leben erzeugen. Bei der Verbindung der Elemente spielen wie bei Aristoteles die Qualitäten warm und kalt sowie feucht und trocken eine Rolle. Einzelne Stoffe entstehen durch Durchmischung der unendlich teilbaren und kontinuierlichen Materie. Durchmischung verstanden die Stoiker nicht nur als Vermengung physikalisch oder geometrisch selbständiger Teile, sondern so, dass beim Mischen die Teile sich miteinander verbinden und hierdurch etwas qualitativ Neues entsteht. Die Durchmischungstheorie diente auch der Erklärung wie Metalle, z. B. Gold, entstehen können.
Gegen Platon argumentierte Zenon von Kition, der Begründer der Stoa, dass Wirken nur durch körperliche Berührung möglich sei, demnach Unkörperliches, also die Ideen, weder wirken noch leiden könne. Deshalb könne ein Wirklichsein auch nur von körperlichen Dingen ausgesagt werden. Unkörperlich sind allein Begriffe, die von etwas ausgesagt werden (lekton), die eine Bedeutung haben (Nominalismus). Gott, Seele und auch Qualitäten seien hingegen körperlich zu denken. Weil nach dieser Lehre nur Körperliches wirklich ist, gibt es innerhalb des Kosmos keinen leeren Raum. Ursache der Bewegung ist das sehr feine, warme Pneuma, das als Spannung oder Anziehungskraft zwischen den passiven Teilen der kalten Materie, der Materie im engeren Sinne, wirkt. Dieses Zusammenspiel von Durchmischung und Spannung ist der Grund für die Entstehung der vielfältigen Einzeldinge. Je nach Anteil des Pneumas entstehen anorganische Körper (hexis), lebendige Körper (physis) oder beseelte Gegenstände (psyche). So ergibt sich eine Stufenleiter des Seienden mit einem zunehmenden Anteil des Logos, der Vernunft.

### Emanation der Materie im Neuplatonismus
Bereits der Mittelplatoniker Alkinoos hatte einen Aufbau der Welt aus den drei Urprinzipien Gott, Materie und Ideen gelehrt, wobei er zwischen dem transzendenten Gott und dem Demiurgen als dem Schöpfer der Welt unterschied. Gegen die Stoiker vertrat er die Ansicht, dass Qualitäten unkörperlich und als der Materie innewohnende (inhärierende) Ideen zu verstehen seien.
Von hier gibt es jedoch keine bekannte unmittelbare Verbindung zum Neuplatonismus, dessen Anfänge auf Ammonios Sakkas zurückgeführt werden. Dessen Schüler Plotin, der eigentliche Ideengeber des Neuplatonismus, knüpfte zwar an Platon an, verschärfte aber dessen Idealismus. Alles Seiende entsteht für ihn aus dem Einen, dem einheitlichen und undifferenzierten Urgrund. Aus diesem einen absoluten Sein entfaltet sich die ganze Welt, zunächst die Welt des Geistigen und erst in der Folge die materielle Welt. Dieser Prozess der Emanation ist nicht zeitlich oder kausal strukturiert. Es entsteht eine Hierarchie von vier Seinsstufen (Hypostasen) der Welt, in denen sich die Vielheit der Entitäten erweitert. Aus dem Einen, dem Existenzgrund aller Dinge, entsteht die geistige (noetische) Welt, aus dieser wieder die psychische Welt und hieraus schließlich die wahrnehmbare Welt der sekundären Materie. Die Form erhält einen Vorrang vor der Materie.
Der Urgrund, der keine Eigenschaften hat, ist nur durch das beschreibbar, was er nicht ist. Die darunter liegende Ebene des Geistigen, des Nous, ist immer noch transzendent und überindividuell. Es ist die Denkwelt, das Reich der Ideen Platons. Aus dieser Ebene entsteht die Welt des Seelischen. Diese beinhaltet die Weltseele als Ganzes wie auch die Einzelseelen der lebenden Individuen. Das Seelische ist der Bereich der Prinzipien und der Ordnung. Die Seele hat (nach oben) Anteil am Nous, dem vernünftigen und rationalen Denken, aber auch Anteil am physischen Kosmos, dessen Ursprung sie ist. Sie ist Vermittlerin zwischen dem Nous und der Dingwelt.
Die Materie nun ist unterteilt in erste Materie, die allem zugrunde liegt, und der zweiten Materie, die sich in den physischen Körpern mit den Formen verbunden hat. Die erste Materie („hyle noete“) verstand Plotin als intelligibles Prinzip, das bereits auf der Ebene der Formen und des Geistes vorhanden ist. Sie ist scharf zu unterscheiden von der zweiten, der sinnlichen Materie auf der vierten Stufe. Die ungeformte Materie der noetischen Welt ist für Plotin wie bei Aristoteles ein reines Prinzip, das allen Gegenständen zugrunde liegt, ohne jede Qualität oder Form. Sie ist nicht wahrnehmbar, unbestimmt und unerkennbar. Plotin überschritt noch das platonische Denken, indem er die Materie als Negation des Seienden auffasste. Materie ist sämtlicher Formen des Seins beraubt (Privation). Weil er das Eine als das Vollkommene mit dem Guten identifizierte, setzte er die Materie mit dem ontologisch Schlechten gleich, weil in ihr jegliches Gutes fehle. Nur die stoffliche Materie, die materia secunda, die nur als geformte Materie besteht, könne erkannt werden und nur über diese können positive Aussagen gemacht werden. Die materia prima könne man hingegen nur annähernd durch „unechtes Denken“ erfassen, indem man alle Seinsbestimmungen wegdenkt.
| Feuer  | scharf | fein | beweglich |
| Luft   | stumpf | fein | beweglich |
| Wasser | stumpf | grob | beweglich |
| Erde   | stumpf | grob | starr     |

Plotins Schüler Proklos setzte sich ebenfalls intensiv mit dem Begriff der Materie auseinander und entwickelte eine teilweise abweichende Konzeption. Er betrachtete die Materie als notwendigen Teil Gottes, also nicht als Ergebnis des Schöpfungsprozesses, sondern als ewig. Denn Zweckursache der Materie ist das Werden, weil es ohne Materie kein Werden geben kann. Materie ist somit neben Sein und Werden der dritte Genus, der für das Weltganze unabdingbar ist.
In Hinblick auf die Lehre von den Elementen schuf Proklos ein von Aristoteles abweichendes Strukturmodell, das mit drei Qualitätenpaaren für den Zusammenhalt der Elemente im Kosmos sorgen soll.

### Materie – Konzepte im frühen China
Das Verständnis von Materie in der chinesischen Philosophie folgt einer deutlich anderen Sicht als die abendländische Tradition. Während im Westen die Dingwelt, und damit die Struktur der Materie, mit besonderem Interesse untersucht wird, sind in den chinesischen Denkschulen vor allem die Veränderungen und die Verknüpfungen der Naturphänomene Gegenstand der Betrachtungen. Ähnlichkeiten in den grundlegenden Prinzipien bestehen zur Denkweise Heraklits, die im Westen bis in die Neuzeit in den naturbeschreibenden Theoriegebäuden kaum einen Niederschlag gefunden hatte. Im östlichen Denken will der Mensch mit den fließenden Kreisläufen der Natur, als deren Teil er sich betrachtet, in Einklang stehen; in der westlichen Welt will der Mensch die ihm als Objekt gegenüberstehende Natur im Sinne eines ständigen (Wissens-)Fortschritts untersuchen und gestalten.
Ein grundlegender Begriff der chinesischen Philosophie ist das Taiji. Er erinnert an das griechische Apeiron, aber auch an das neuplatonische Eine. Das Taiji als Begriff wurde prominent bei Zhou Dunyi, dem Begründer des Neokonfuzianismus im 12. Jahrhundert. Es ist die höchste Vollkommenheit, das Urprinzip des Lebens, das alle phänomenalen Aspekte der Welt, also Materie, Energie und Zeit umfasst. Das Taiji ist entstanden aus dem Wuji, dem Unendlichen, dem höchsten-Nichtsein, dem noch völlig gestaltlosen Urzustand des Universums. Das Wuji ist leer, ohne Struktur, ohne Bewegung, ohne Zeit und Raum, ohne Bedeutung. Das Taiji enthält in sich eine polare Struktur, die Gegensätze von hell und dunkel, von hart und weich oder von warm und kalt.
Taiji ist der Name für das im Westen bekannte Symbol von Yin und Yang (als Graphik erst in der Neuzeit entstanden), eine der ältesten Lehren in China, die bereits dem Yi Jing (traditionelle deutsche Bezeichnung „I Ging“), dem Buch der Wandlungen zugrunde liegt. Hier werden Yang (das Helle) als durchgezogene Linie und Yin (das Dunkle) als unterbrochene, zweigeteilte Linie dargestellt. Diese bilden die binären Grundzeichen für den Code der Trigramme und Hexagramme im Yi Jing und sind Ausdruck einer polaren Struktur, die sich durch alle Phänomene der Welt zieht. Aus den zwei Linien lassen sich vier verschiedene „Bilder“ („Die vier Xiàng“) zusammensetzen, die in ihrer Symbolik der Vier-Elemente-Lehre von Empedokles entsprechen. Luft (bzw. Himmel) und Erde sind oben (altes Yang) und unten (altes Yin). Feuer und Wasser befinden sich dazwischen. Feuer hat das Bestreben nach oben zu lodern, deshalb wird es „junges Yang“ genannt. Wasser fließt dagegen nach unten und wird als „junges Yin“ bezeichnet. Die Wandlung erfolgt in einem ewigen Kreislauf: Vom alten Yang (oben) zum jungen Yin (nach unten), zum alten Yin (unten), zum jungen Yang (nach oben), wieder zum alten Yang (oben) und so weiter:
 →  →  →  →  →:/:

Wuxing: Die fünf Elemente des Daoismus

Daneben gibt es als eines der ältesten naturphilosophischen Konzepte in Asien die Fünf-Elemente-Lehre, die vorwiegend im Daoismus gelehrt wurde und ebenfalls eine ähnliche Grundauffassung der Elemente darstellt. Die Elemente Metall, Holz, Feuer, Wasser und Erde unterscheiden sich aber erheblich in ihrer Bedeutung. Es handelt sich nicht um Grundstoffe, sondern um grundlegende dynamische Prozesse, die aufgrund der darin beschriebenen Eigenschaften mit den Elementen charakterisiert werden. Auch der Daoismus kennt ein dem Apeiron vergleichbares Urprinzip des Kosmos, das Dao.
Der Ursprung allen Seins ist das Dao. Dao bedeutet ursprünglich „Weg“ und im übertragenen Sinn „Prinzip“. Weil es sich den menschlichen Möglichkeiten, es zu beschreiben, an sich entzieht, nannte Lǎozǐ im Dàodéjīng das Urprinzip das Dào, so dass der Ausdruck zum ersten Mal die Bedeutung einer transzendenter höchsten Wirklichkeit und Wahrheit erhielt.
Der SINN (Dao) erzeugt die Eins.
Die Eins erzeugt die Zwei (Yin und Yang).
Die Zwei erzeugt die Drei (Himmel, Mensch und Erde).
Die Drei erzeugt alle Dinge.
Alle Dinge haben im Rücken das Dunkle
und streben nach dem Licht,
und die strömende Kraft gibt ihnen Harmonie.
Eine systematisierende Verknüpfung der Lehre von Yin und Yang mit dem Wuxing findet sich bei Zou Yan (ca. 305 – 240 v. Chr.). Aus dem Konzept der Wandlungsphasen in der Natur entwickelte sich in der Folge eine Vielzahl von Naturerklärungen etwa bei chemischen Reaktionen, in der Medizin für Heilungsprozesse, aber auch zur Beschreibung von Harmonien etwa im Feng Shui oder bei der Beschreibung richtigen Regierens. Alles Geschehen ist ein Prozess von Werden und Vergehen. In der Phase des Werdens entsteht aus Holz Feuer, aus Feuer Erde (Asche), aus der Erde Metall und aus diesem das Wasser. Derselbe Prozess findet sich in den Jahreszeiten. Im Frühjahr wächst das Holz, im heißen Sommer entstehen Brände, im Spätsommer entstehen aus der Erde die Früchte, das Metall entspricht dem Herbst und das Wasser dem Winter. Dagegen stehen Prozesse des Vergehens, wenn etwa das Holz mit seinen Wurzeln die Erde durchdringt, das Wasser das Feuer löscht, das Metall das Holz schneidet, das Feuer das Metall verflüssigt oder die Erde das Wasser aufsaugt.
Der Neukonfuzianer Zhang Zai (1020–1077) verband zudem die Lehre des ebenfalls aus dem Daoismus stammenden Qi (Lebensenergie), das Ähnlichkeiten mit dem Pneuma in der griechischen Philosophie aufweist, mit der Lehre vom Yin und Yang. Das Qi wurde gedacht als feinstoffliche Grundsubstanz, die dynamisch alles Existierende durchdringt und damit als Energie in allen Geschehnissen wirkt. Ähnliches lehrte Zhu Xi (1130–1200). Yin und Yang sind die Polaritäten des Qi, durch deren Polaritäten alles entsteht und vergeht. Das Qi ist die Energie, die der Mensch bei seiner Geburt erhält und die er im Verlauf seines Lebens verbraucht.

### Materie – Konzepte im frühen Indien
In der indischen Philosophie haben sich im Verlaufe der Geschichte verschiedene Konzeptionen von Materie entwickelt, die jeweils mit der ontologischen Grundposition unterscheiden. Es gibt die Positionen des Materialismus (Charvaka), des Idealismus (Advaita Vedanta) und auch eines Substanz-Pluralismus (Samkhya, Nyaya, Vaisheshika).
Als erster bekannter Materialist Indiens gilt Ajita Kesakambali, der in etwa zu Zeiten Buddhas im 6. Jhdt. v. Chr. lebte. Er lehrte, dass der Mensch aus den vier Elementen Erde, Wasser, Feuer und Wind besteht, in die er sich auch nach seinem Tod wieder auflöst. Die Vier-Elemente-Lehre findet sich in der materialistischen Schule des Lokayata (Philosophie der Leute) / Charvaka wieder, die einen reinen Sensualismus vertrat und alle Formen des Übernatürlichen ablehnte. Weil es nur das gibt, was wahrnehmbar ist, lehnte diese Schule auch die Existenz von Atomen und des Raumes ab. Kausalität hat nur materielle Ursachen ebenso wie das Bewusstsein, das eine emergente Funktion des physischen Gehirns ist. Die Materialisten wandten sich gegen jede Form von transzendenten Instanzen, lehnten also gegen Brahmanismus, Buddhismus oder Jainismus die Lehren von der Seele (Atman), von der Seelenwanderung (Samsara), Erlösung (Moksha) und der Tatvergeltung (Karma) ab.
Nach dem naturphilosophisch orientierten Vaisheshika ist die Natur in sechs Kategorien (padarthas) im Sinne realer Wesenheiten unterteilt, in Substanz (dravya = Erde, Wasser, Feuer, Luft, Äther, Raum, Zeit, Seele, Verstand), Qualität (guna), Tätigkeit (karman), Gemeinsamkeit/Allgemeinheit (samanya), Unterschied/Besonderheit (vishesha) und Inhärenz (samavaya). In diesen Kategorien sollen sich alles Existierende und die Beziehungen dazwischen widerspiegeln. Von den Unterkategorien der Substanz stehen fünf für die materiellen Elemente Erde (prithivi), Wasser (apa), Feuer (teja), Luft (vayu) und Äther (akasha), die ihrerseits mit Ausnahme des Äthers aus nicht mehr weiter teilbaren, unendlich kleinen, kugelförmigen und ewigen Atomen zusammengesetzt sind. Die Eigenschaften der Elemente (Geruch, Geschmack, Farbe/Gestalt, Berührung, Ton) ergeben sich aus den unterschiedlichen Eigenschaften der jeweiligen Atome. Die Unteilbarkeit der Atome wird damit begründet, dass ansonsten eine Schöpfung aus dem Nichts (creatio ex nihilo) möglich wäre. Weil die Atome unveränderlich und ewig sind, gibt es kein Werden und Vergehen, sondern nur Mischungen und Wandlungen, die zu den Formen der Erscheinungen führen.
In der Lehre des Samkhya ist das Geschehen im Kosmos dualistisch gestaltet mit dem passiven, bewussten, in sich ruhenden und Einheit stiftenden, männlichen Geist (Purusha) und der aktiven, unbewussten, schöpferischen, weiblichen „Urmaterie“ oder „Natur“ (Prakriti). Prakriti ist die Ursache von allem, hat selbst aber keine Ursache, ist unbedingt und unvergänglich. Die Urmaterie wird durch drei wesentliche Eigenschaften oder Kennzeichen (Gunas) charakterisiert: Tamas (Widerstand, Trägheit, Dunkelheit, Chaos), Rajas (Handlung, Rastlosigkeit, Bewegung, Energie) und Sattva (Wissen, Klarheit, Güte, Harmonie). Die Urmaterie besteht ewig, aber alles befindet sich im fortlaufenden Wandel. Alle Dinge sind aus Atomen zusammengesetzt, die sich hierarchisch aufbauen. Die nicht mehr weiter teilbaren kleinsten Teilchen (paramanu) können nur in der Meditation erkannt werden. Sieben von ihnen bilden Form-Atome (anu). Diese sind die feinste Substanz, aus denen sich feine Staubteilchen (rajas) bilden. Das Werden entsteht durch die Verbindung, das Vergehen durch die Trennung von Purusha und Prakriti. Prakriti ist in einer unablässig fließenden Bewegung und die Vielfalt der Erscheinungen entsteht durch ständige Mischung der Gunas. Aus diesen entstehen fünf feinstoffliche Prinzipien oder Reinstoffe (tanmatras), die wieder in die grobstofflichen Elemente (mahabhuta) der Materie umgewandelt werden. Der Äther ist das primäre Element mit dem Prinzip des Klangs (Shabda), die Luft entsteht durch Bewegung des Äthers mit dem Prinzip der Berührung (Sparsha), das Feuer durch Reibung der Luft mit dem Prinzip der Gestalt (Rupa), das Wasser als Verdichtung der Luft hat den Geschmack (Rasa) als Grund und das grobstoffliche Element Erde, das sich aus der Gerinnung des Wassers entwickelt, entspringt dem Tanmatra Geruch (Gandha). Die fünf Elemente wiederum werden mit den fünf passiven Sinnesorganen Hören, Tasten, Sehen, Schmecken, Riechen und fünf Handlungsorganen Mund, Hände, Füße, Geschlecht und After für die Ausscheidungen verknüpft. Weil die Materie ewig ist, bedeutet das Sterben des Menschen nur eine Umwandlung des grobstofflichen Körpers in eine feinstoffliche Struktur, von der die immaterielle Existenz der Seele nicht berührt ist.
In der von Shankara systematisierten Philosophie des Advaita Vedanta wird ontologisch eine rein idealistische Philosophie vertreten, nach der das absolute Bewusstsein (Brahman) die einzige Realität ist. Zwischen Brahman und der individuellen Seele (Atman) besteht Identität. Materie ist wie alle anderen Wahrnehmungen Projektion (Vikshepa-Shakti), deren Wahrheit sich hinter dem Schleier (Avriti-Shakti) der Maya verbirgt. Materie, Bewegung, Energie oder Gedankeninhalte sind nur Gedankenprodukte, mentale Konstrukte, und existieren nicht aus sich selbst heraus. Maya wird im Weiteren häufig vergleichbar mit dem Prakriti des Samkhya als zusammengesetzt aus den drei Gunas gedacht.

### Jainismus
Der von Mahavira begründete Jainismus lehrt, dass alles Stoffliche beseelt ist und den fünf Kategorien Bewegung (dhamma), Ruhe (adhamma), Stoff (poggala), Raum (âgãsa) und Zeit (kala) unterliegt. Die Welt ist ungeschaffen, unendlich und ewig. Ähnlich wie im Buddhismus, wird der Glaube an einen transzendenten Schöpfer abgelehnt. Die einzelne Seele (jiva) ist eine unveränderliche, energiegeladene, rein geistige Substanz. Sie ist in der Materie, dem Unbeseelten (ajiva), gefangen und kann durch asketische Übungen aus dieser befreit werden. Die atomistisch aufgebaute Materie aus unendlich vielen, nicht mehr zerlegbaren kleinsten, gestaltlosen Teilen (paramãvu), die sich zu größeren Einheiten verbinden können, besitzt die Eigenschaften Farbe, Geruch, Geschmack und Berührung. Da die Entstehung des Jainismus mindestens zurück in das 6. Jahrhundert v. Chr. datiert wird, liegt hier die überhaupt älteste Lehre eines Atomismus vor, die zeitlich auch noch den griechischen Atomisten vorangeht.

### Buddhismus
Auch der Buddhismus kennt eine Elementelehre (Mahābhūta = die vier großem Elemente), die in Abgrenzung zum Vaisheshika entwickelt wurde. Es gibt im Buddhismus kein Höchstes, kein Brahman. Die Elemente sind keine Dinge, sondern gespürte Eigenschaften einer sich ständig verändernden, niemals konstanten Welt, die sich den Sinnesorganen mitteilen. Die Luft steht für alles sich Bewegende, für das Ein- und Ausatmen. Mit der Erde wird das Feste, Widerstehende und Gewichtige verbunden. Mit dem Wasser wird die Eigenschaft der Feuchtigkeit, des Fließens, des Flexiblen und des Verbindenden beschrieben. Das Feuer ist Wärme, Temperatur und Energie. Der Äther schließlich entspricht keinen materiellen Eigenschaften, sondern steht für die Leere. Unter anderen verband Dharmakirti die Elemente mit einer Atomlehre.
Einer der Wege zur Erlösung, die immer das Ziel der buddhistischen Lehre ist, ist die vollständige Erkenntnis der Wirklichkeit. „Verlasse dich auf dich selbst und verlasse dich auf Dharma, die Wahrheit“. Um die Wirklichkeit zu erkennen, ist sie in ihren Strukturen zu analysieren. Ausgangspunkt ist der Grundgedanke, dass Erkennender und Erkanntes in ständiger Wechselbeziehung stehen. Als Daseinsstruktur werden die fünf Ansammlungen (Skandhas) gelehrt. Dies sind die Empfindungen des materiellen Körpers (rūpa), die Gefühle (vedanā), die Wahrnehmung (vedanā), die Geistesformationen (samskāra), und schließlich das Bewusstsein (vijñāna). Mit Rupa-Skandha wird der Bereich der Materie, der äußeren Grundlage aller Lebewesen beschrieben. Die anderen Ansammlungen sind mentaler Natur und sind nur analytisch getrennt, in der Wirklichkeit aber eine untrennbare Einheit. Jedes Erfahren von Rupa ist zugleich auch ein mentaler Zugang zur Wirklichkeit. Im Bereich der Materie gelten die kausalen Beziehungen von Ursache und Wirkung. Für jeden physischen Zustand sind die Elemente die mitwirkenden Bedingungen. Weil aber zwischen Geist und Materie keine kausale Beziehung besteht, muss der Geist die Grundlage alles Seienden sein und die Materie ist nur Erscheinung im Geist. Denn der Geist ist nicht vergänglich und umschließt und durchdringt alles Materielle.

### Materie – Dialektischer Materialismus
Der dialektische Materialismus geht vor allem auf die Arbeiten von Marx
und Engels zurück. Als Philosoph war Marx stark vom Werk Hegels und dessen Dialektik beeinflusst. Während Dialektik historisch zunächst einfach den Prozess der Rede und Widerrede im philosophischen Diskurs bezeichnet, ist diese bei Hegel die sich in inneren Widersprüchen vollziehende Entwicklung der Begriffe selbst.
Grundsätzlich verwandelt sich hierbei ein Begriff (These) prozesshaft
(Negation) in sein Gegenteil (Antithese) und entsteht nach einer erneuten
Negation auf höherer Ebene wieder, indem er allerdings diese Bewegung nun
schadlos in sich enthält (Wissenschaft der Logik).
Marx sah in dieser Bewegungsweise aber nicht die Selbstbewegung des
philosophischen Geistes, sondern vielmehr die Bewegung der menschlichen
Gesellschaft in ihrer historischen Entwicklung.
Für ihn wesentlich prägten nicht unterschiedliche Vorstellungen (Ideen) über
die menschliche Gesellschaft deren Entwicklung, sondern das menschliche Leben
selbst, insbesondere die sich in ihm vollziehenden Widersprüche. Dies sei in der
Praxis gerade die Ökonomie, deren Untersuchung er sich zeitlebens widmete
(Das Kapital).
Diese Art der Anwendung oder Umformung der Dialektik Hegels durch Marx wurde
von vielen Autoren selbst zum Gegenstand von Untersuchungen gemacht. Insbesondere
zu nennen sind Engels und Lenin, die beide zeitnah direkt zu diesem Thema publizierten (Anti-Dühring, Dialektik der Natur, Materialismus und Empiriokritizismus).
Während der dialektische Materialismus die materialistische Wendung der Dialektik
Hegels zu Gegenstand hat, stellt der damit eng verwandte historische Materialismus vor allem dessen Anwendung auf die Geschichte der Menschheit dar.
Inhaltlich grenzt sich bei den Autoren der Materiebegriff vor allem gegen den Begriff des Geistes ab und bezeichnet die sich außerhalb und unabhängig vom menschlichen Geist stattfindenden Prozesse, denen sie ein letztendliches Primat vor der Wirkung des menschlichen Geists geben. Die Literatur liefert für das Zusammenspiel beider Begriffsbestandteile Materie/Idee nur Beispiele, etwa das des Verhältnisses von Basis und Überbau.
Der dialektische Materiebegriff ist insofern nicht mit dem physikalischen zu verwechseln und umfasst vielmehr jegliche physikalische Größe, nicht nur die Masse, endet zugleich aber auch nicht bei den Begriffen der Physik, sondern schließt etwa auch solche der Ökonomie oder des Rechts z. T. mit ein. So wird etwa der historisch jeweils erreichte Stand der Technologie durchaus als materiell aufgefasst.

## 20. und 21. Jahrhundert

### Philosophische Interpretationen des Materiebegriffs der Relativitätstheorie
Mit der Entwicklung der speziellen Relativitätstheorie stellte Albert Einstein die bekannte Formel E = mc² (Energie = Masse · Lichtgeschwindigkeit²) auf. Die hier ausgedrückte Umrechenbarkeit der Eigenschaften Masse und Energie bildet physikalische Tatsachen ab wie etwa, dass Änderungen der Temperatur eines Gases dessen träge Masse beeinflussen und umgekehrt, oder dass man elektromagnetischer Strahlung (Licht, Wärmestrahlen etc.) eine „dynamische“ Masse zuordnen kann, obwohl das hier einschlägige Elementarteilchen (das Photon) keine Masse besitzt. Dieser Formel wurden unterschiedliche ontologische Interpretationen gegeben: Es handle sich bei Masse und Energie um dieselbe Eigenschaft (Torretti, Eddington), oder um zwei verschiedene Eigenschaften, die entweder ineinander umwandelbar sind (Rindler) oder nicht (Bondi/Spurgin). Die Schwierigkeit der ontologischen Behandlung der Eigenschaften Masse und Energie erzeugt ontologische Probleme für die Behandlung der „Träger“ dieser Eigenschaften: Materie und Felder.